# Argent-Double
L'Argent-Double est une  rivière du Minervois dans le Sud de la France, dans la région Occitanie, dans le département de l'Aude, et un affluent gauche de l'Aude.

## Géographie

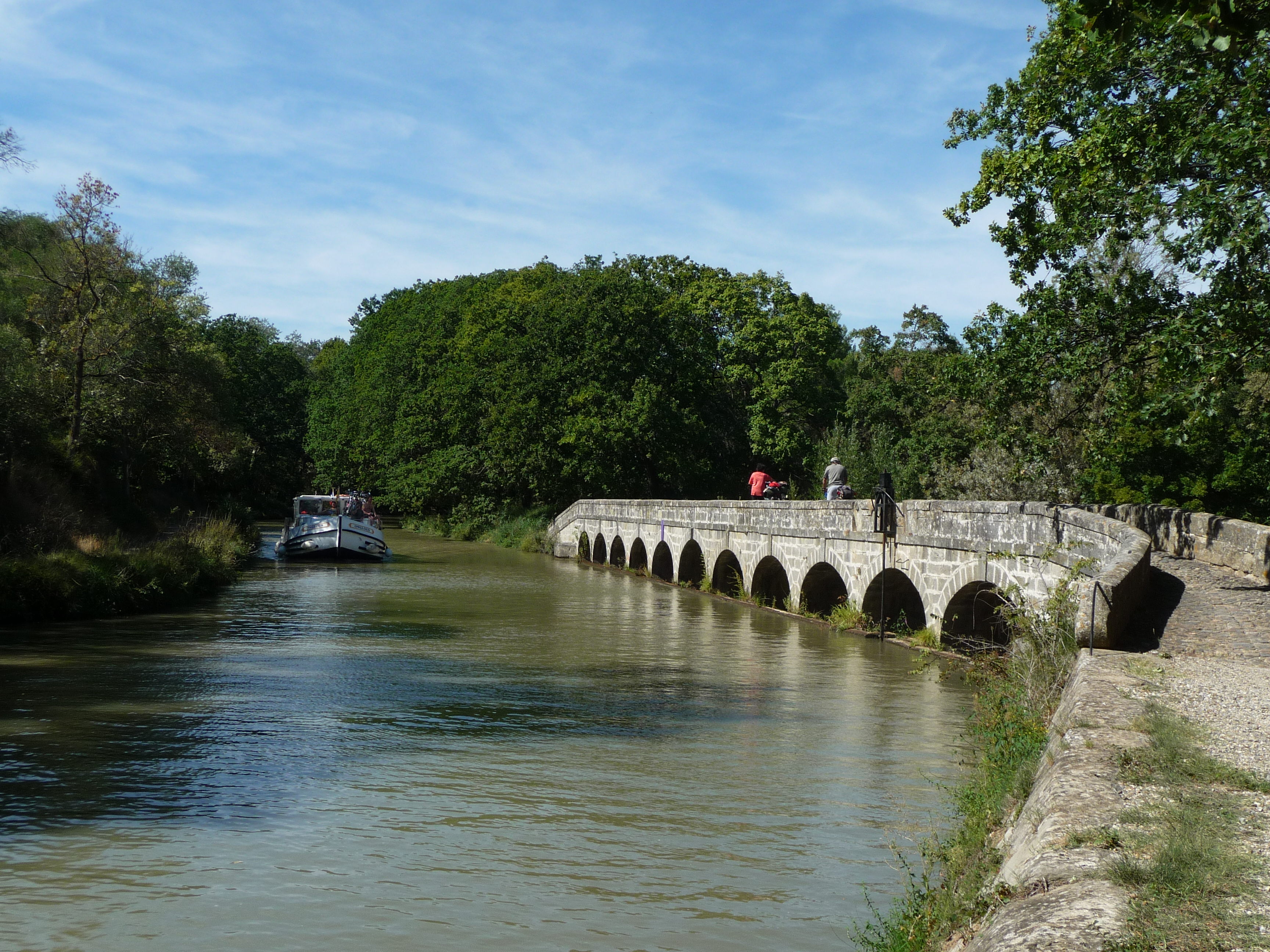
L'épanchoir de l'Argent-Double vu du chemin de halage.

Rivière qui prend sa source au pied de la Serre d'Alaric dans la vaste forêt domaniale des Soulanes de Nore sur les pentes sud-est de la montagne Noire (extrémité sud-ouest du Massif central), au sein du parc naturel régional du Haut-Languedoc et à 900 m d'altitude.La longueur de son cours d'eau est de 37,4 km.
Après être passée sous le canal du Midi, l'Argent-Double conflue dans l'Aude en rive gauche à La Redorte dans le département de l'Aude, à 38 m d'altitude.

### Communes et cantons traversés
Dans le seul département de l'Aude, l'Argent-Double traverse les huit communes suivantes, dans un seul canton, de Lespinassière (source), Citou, Caunes-Minervois, Trausse, Peyriac-Minervois, Rieux-Minervois, La Redorte(confluent/embouchure).
Soit en termes de cantons, l'Argent-Double prend source et conflue dans le même canton de Peyriac-Minervois donc dans l'arrondissement de Carcassonne.
Deux affluents traversent aussi la commune de Cassagnoles (Hérault) dans le département voisin de l'Hérault.

### Bassin versant
L'Argent-Double traverse une seule zone hydrographique 'L'Aude du Mayral à l'Ognon' (Y143) de 3 459 km2 de superficie. Ce bassin versant est constitué à 50,30 % de « forêts et milieux semi-naturels », à 47,19 % de « territoires agricoles », à 2,33 % de « territoires artificialisés », à 0,20 % de « surfaces en eau ».

### Organisme gestionnaire
L'organisme gestionnaire est depuis l'arrêté préfectoral du 18 juin 1963, le Syndicat Intercommunal d'Aménagement Hydraulique du Bassin de l'Argent-Double, lui-même regroupé au sein du SMMAR, Syndicat Mixte des Milieux Aquatiques et des Rivières, créé le 30 mai 2002 sous l'impulsion du conseil général de l'Aude.
Sur ce bassin versant de 144 km2, il y a onze communes adhérentes pour une population totale de 7 454 habitants et un linéaire du réseau hydrographique de 139 km.

## Hydronyme
D'après Ernest Nègre, ce nom provient de Argentodubrum, bâti sur le gaulois arganto (argent) et -dubro (eau, source), latinisé en argentum duplum (argent double).

## Affluents

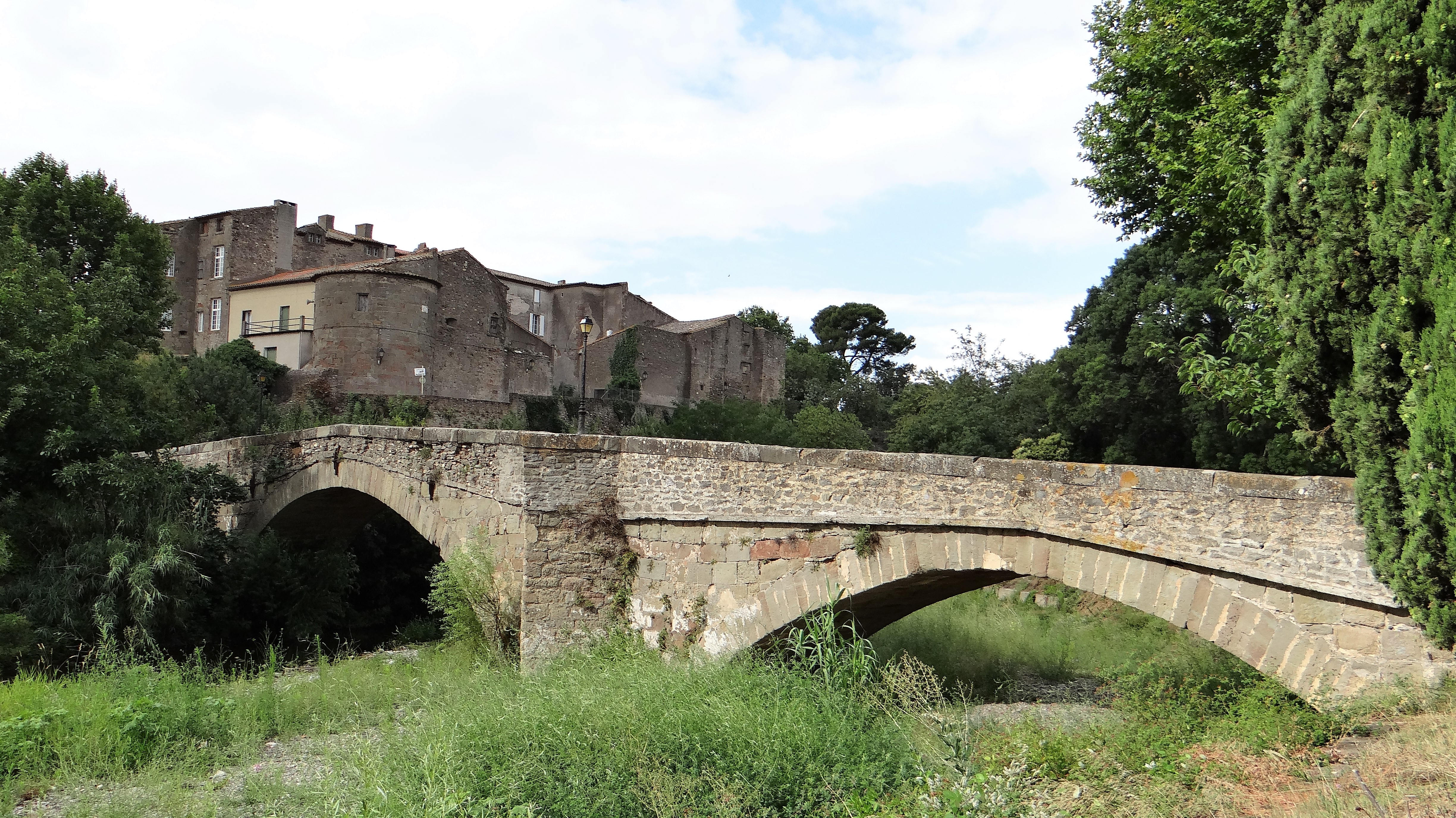
Le pont sur l'Argent-Double au premier plan et le château de Rieux-Minervois en arrière-plan.

L'Argent-Double a seize affluents contributaires :
- le ruisseau d'Alaric (rd) 1 km sur la seule commune de Lespinassière.
- le ruisseau de Fongassière (rd) 1,6 km sur la seule commune de Lespinassière.
- le ruisseau de la Combe Sourde (rd) 2,7 km sur la seule commune de Lespinassière avec deux affluents :
  - le ruisseau de la Fage (rd) 2,1 km sur la seule commune de Lespinassière.
  - le ruisseau de Mourière (rg) 1,9 km sur la seule commune de Lespinassière.
- le ruisseau de la Dreit (rd) 1,3 km sur la seule commune de Lespinassière.
- le ruisseau des Andots (rg) 2,2 km sur la seule commune de Citou.
- le ruisseau du Gazel (rd) 4,1 km sur la seule commune de Citou avec un affluent :
  - le ruisseau du Bosquet (rd) 3,2 km sur la seule commune de Citou avec un affluent :
    - le ruisseau de Fréjalaigue (rg) 1 km sur la seule commune de Citou.
- le ruisseau de Combe du Roudet (rd) 2,9 km sur la seule commune de Caunes-Minervois avec un affluent :
  - le ruisseau de Castanviels (rg) 5,1 km sur les trois communes de Cabrespine, Citou et Caunes-Minervois.
- le ruisseau de Villegause (rd) 1,4 km sur la seule commune de Caunes-Minervois.
- le ruisseau de la Cabrerisse (rd) 1,8 km sur la seule commune de Caunes-Minervois.
- le ruisseau de Pinabaud (rd) 2,5 km sur la seule commune de Caunes-Minervois.
- le ruisseau de la Source de Sanfé (rg) 3,1 km sur la seule commune de Caunes-Minervois.
- les Lavandières, ou ruisseau du Saumarel (rd) 6,4 km sur les deux communes de Caunes-Minervois et Villeneuve-Minervois avec un affluent :
  - le ruisseau d'Ourdivielle (rg) 7 km sur les trois communes de Cabrespine, Caunes-Minervois et Villeneuve-Minervois avec un affluent :
    - le ruisseau de la Condomine (rd) 1,3 km sur les deux communes de Cabrespine, Villeneuve-Minervois qui fait le tour du Crès du Buis.

  - le ravin de la Coumbo Rebello (rd) selon Géoportail
- le Christophe (rd) 7,2 km sur les deux communes de Caunes-Minervois et Peyriac-Minervois.
- le Cros, ou rec du Souc (rg) 9,4 km sur les cinq communes de Félines-Minervois, Citou, Caunes-Minervois, Trausse, Peyriac-Minervois avec deux affluents :
  - le ruisseau de Linze (rd) 6,6 km sur les trois communes de Cassagnoles, Félines-Minervois, Citou avec deux affluents :
    - le ruisseau des Trémouls (rd) 3,3 km sur la seule commune Félines-Minervois, avec un affluent :
      - le ruisseau de Tarigoulle (rd) 3,3 km sur les deux communes de Cassagnoles, Félines-Minervois.

    - le ruisseau des Escaliers (rd) 1,8 km sur la seule commune Citou

  - le ruisseau de la Boriette (rg) 3,4 km sure les deux communes de Félines-Minervois, Caunes-Minervois avec un affluent :
    - le ruisseau de la Balme (rd) 1,2 km sur la seule commune de Félines-Minervois.
- le ruisseau de Saint-Julien, ou ruisseau de Saint-Sernin (rg) 5,2 km sur les trois communes de Trausse, Peyriac-Minervois et Rieux-Minervois.
- le Canet (rg) 10,9 km sur les six communes de Félines-Minervois, La Livinière, Trausse, Peyriac-Minervois, Rieux-Minervois et Azille, avec un affluent :
  - le ruisseau de la Sang (rg) 3,8 km sur les deux communes de Félines-Minervois, La Livinière.

Son rang de Strahler est donc de cinq.

## Hydrologie
L'Argent-Double est une rivière très irrégulière, à l'instar de ses voisines du bassin de l'Aude. 

### L'Argent-Double à La Redorte
Depuis 1969, soit sur une période de près de 50 ans, sa hauteur d'eau est mesurée au lieu-dit « Les Salices » à l'amont de la commune de La Redorte, localité du département de l'Aude située au niveau de son confluent avec le fleuve. La surface drainée est de 108 km2, soit la quasi-totalité du bassin versant de la rivière.
Le module de la rivière à La Redorte est de 0,948 m3/s.
L'Argent-Double présente des fluctuations saisonnières de débit fort marquées, comme très souvent dans le Languedoc. Les hautes eaux se déroulent en hiver et se caractérisent par des débits mensuels moyens allant de 1,83 à 2,19 m3/s, de janvier à mars inclus (avec un maximum en février). Dès le mois d'avril, le débit baisse progressivement jusqu'aux basses eaux d'été qui ont lieu de juillet à septembre inclus, entraînant une  baisse du débit mensuel moyen jusqu'à 0,076 m3/s au mois d'août. Mais ces moyennes mensuelles ne sont que des moyennes et cachent des fluctuations bien plus prononcées selon les années ou sur de plus courtes périodes.

### Étiage ou basses eaux
Aux étiages, le VCN3 peut chuter jusque 0,005 m3/s (cinq litres), en cas de période quinquennale sèche, ce qui est très sévère, le cours d'eau étant alors réduit à quelques filets d'eau. Mais ce fait est fréquent parmi les petites rivières de la région.

### Crues

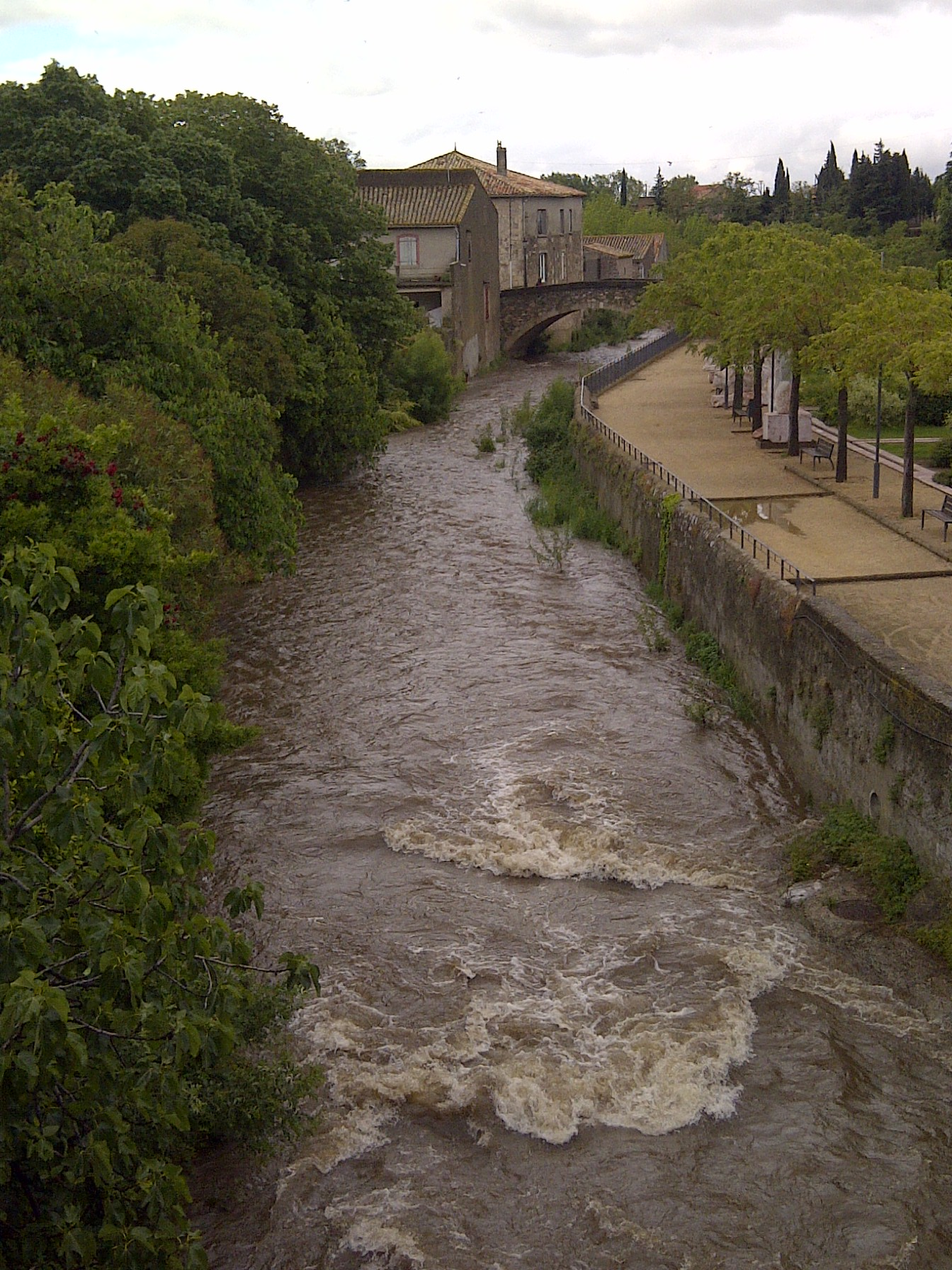
L'Argent-Double après une forte pluie, longeant l'Esplanade de l'Europe à Caunes-Minervois.

Les crues, quant à elles, peuvent être extrêmement importantes, compte tenu de la petitesse du bassin versant. Les QIX 2 et QIX 5 valent respectivement 30 et 58 m3/s. Le QIX 10 est de 94 m3/s, le QIX 20 de 100 m3/s, tandis que le QIX 50 se monte à pas moins de 120 m3/s.
La plus forte hauteur d'eau enregistrée à la station de La Redorte est de 5,07 m le 13 novembre 1999, pour un débit instantané maximal estimé à 167 m3/s, tandis que la valeur journalière maximale était de 66 m3/s le même jour. Si l'on compare ce débit maximal instantané à l'échelle des QIX de la rivière, l'on constate que cette crue était largement supérieure au niveau de crue cinquantennale défini par le QIX 50, et donc tout à fait exceptionnelle.
Il a également été mesuré à cette station une hauteur d'eau de 4,08 m le 10/10/1987 (débit estimé à 134 m3/s) et de 3,47 m le 07/12/1996 (débit de 115 m3/s).
Il est probable que les valeurs de débits des trois plus fortes crue ci-dessus soient sous-estimées. Plusieurs raisons à cela : 
- le débit spécifique est compris entre 1 et 2 m3/s/km2, ce qui est faible pour ce type de cours d'eau, notamment pour l'épisode exceptionnel de 1999 ;
- le cours d'eau est (sommairement) endigué en amont et en aval de la station de mesure : sans déversement par-dessus les digues au niveau de la station, il peut très bien y avoir de l'eau dans le lit majeur par débordement amont, sans mesure de ce phénomène à la station
- corollaire du point précédent, au droit de la station de mesure, le niveau d'eau en lit majeur peut être différent de celui mesuré dans le lit mineur (plan d'eau non horizontal dans le sens transversal, effet de casiers) et il est difficile d'estimer un débit sur la largeur d'inondation proche de 500 m.

### Lame d'eau et débit spécifique
L'Argent-Double est une rivière moyennement abondante. La lame d'eau écoulée dans son bassin versant est de 293 millimètres annuellement  niveau légèrement inférieur à la moyenne d'ensemble de la France tous bassins confondus (320 millimètres par an), mais à peu près équivalent à la moyenne du bassin de l'Aude (288 millimètres par an). Le débit spécifique (ou Qsp) atteint dès lors 9,2 litres par seconde et par kilomètre carré de bassin.

## Aménagements

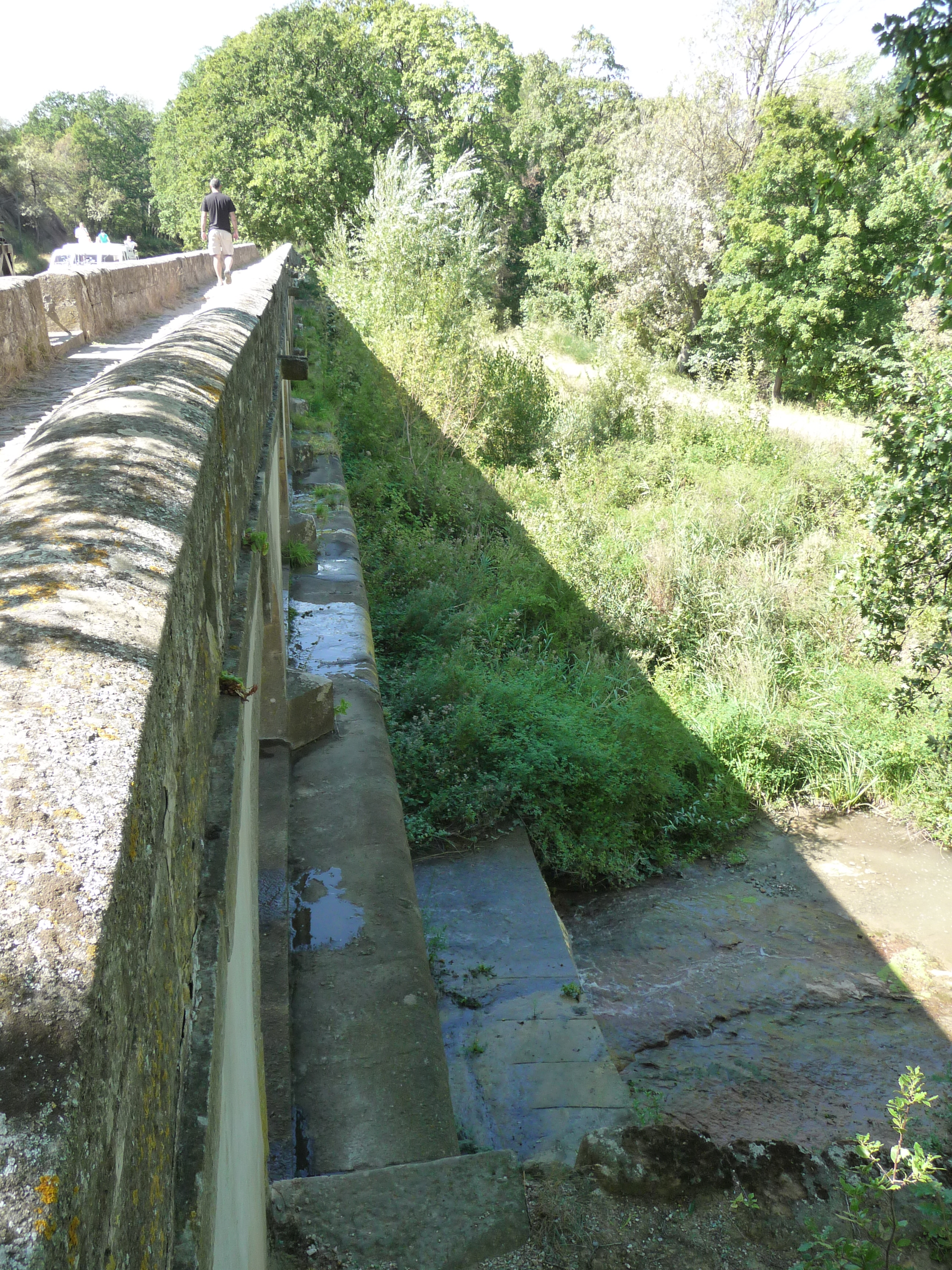
L'épanchoir du canal du Midi qui rejoint l'Argent-Double.

Au niveau du pont-canal de l'Argent-Double, point de passage du canal du Midi, il y a un épanchoir, évacuation des eaux par ouverture d'une vanne de fond et un déversoir, des eaux de surface.

## Tourisme
- La carrière du Roi à Caunes-Minervois, carrière de marbre incarnat, un moment réservé à l'usage du roi Louis XIV[7]
- L'abbaye de Caunes-Minervois[7]